# Андрієвський Василь
Василь Андрієвський (нар. 5 лютого 1826 — 2 червня 1879) — руський (український) громадський діяч. Дяк, писар, вчитель у селі Бенькова Вишня (тепер Вишня Городоцького району Львівщини) у 1855—1873 роках. Посол Галицького краєвого сейму 3-го скликання (1872—1876 роки, обраний замість отця Павла Лисинецького, повноваження якого двічі не були підтверджені; від IV курії округу Рудки — Комарне, входив до складу «Руського клубу», секретар «Селянського клубу»).